# 李昇応
李 昇応（イ・スンウン、朝鮮語:이승응、1836年7月21日 - 1909年10月3日）は、李氏朝鮮末期から大韓帝国期の政治家。本名は李昺（朝鮮語:이병）。諡号は孝憲。

## 生涯
彼は宣祖の第九庶子・慶昌君李珘の8代孫であり夏渓君李椐の6代孫である参判・李道植の息子である。李瑭の養子だった李世輔が安東金氏の勢道家を批判している途中処罰されて強制離縁、流刑され1860年11月、哲宗の命令で李瑭の養子に選ばれた。1860年11月、李瑭の養子資格で完平都正に任命されと2か月後に完平君に陞進された。以降、様々な李氏朝鮮の王室行事に王室の一員として参加し、比較的李氏朝鮮王室の年長者に王室行事を主管した。
1868年、徳興大院君の子孫の名前は行烈字を統一するように興宣大院君李昰応の命令で、同年3月6日、彼の名前を昺で昇応に改名した。
死亡後、彼遺の体は京畿道安山市常緑区獐上洞山67番地に埋められた。

## 参考資料
- 안산향토사연구소『안산지역 비지정문화재 조사Ⅱ』 (안산향토사연구소、2015)